# Harvey Smith (Spieleentwickler)

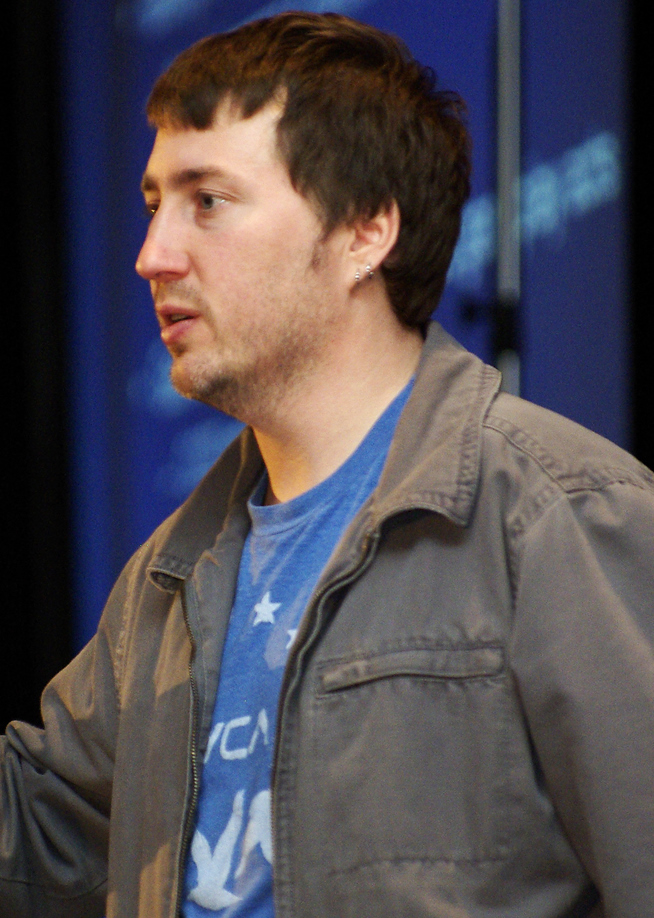
Harvey Smith (2007)

Harvey Smith (* 1966) ist ein texanischer Spieleentwickler und Autor.

## Biografie

### Kindheit und Militärdienst
Smith wuchs als Kind in Texas in einem durch Drogen und Gewalt geprägten Umfeld auf. Seine Mutter starb an einer Überdosis, als er sechs Jahre alt war, sein Vater starb durch Suizid. Smith zeigte nach eigenen Angaben bereits als Kind große Kreativität, war jedoch ein schlechter Schüler. Er heiratete früh und nahm eine Stellung als Techniker für Satellitenkommunikation bei der US Air Force an. Dies führte ihn für mehrere Jahre nach Deutschland, wo er parallel zu seinem Dienst an der Universität ohne Abschluss mehrere Jahre Literatur im Haupt- und Psychologie im Nebenfach studierte. Im Zeitraum zwischen der Operation Desert Storm und dem Beginn der Operation Southern Watch war Smith in Saudi-Arabien stationiert, wo er mit seiner Einheit die Einhaltung des Flugverbots überwachte. Nach sechs Jahren Dienst schied er aus der Armee aus.

### Karriere als Spieleentwickler
Nach seinem Militärdienst versuchte der passionierte Computerspieler Smith auf Anraten eines Freundes in der Spielebranche Fuß zu fassen. Er begann seine Karriere als QA-Tester bei Origin, wo er als Tester zur Qualitätssicherung von Super Wing Commander und als Lead Tester zu System Shock beitrug.
Bekannt wurde Smith als Lead Game Designer von Ion Storms Deus Ex, dessen Nachfolger Deus Ex: Invisible War er als Project Director betreute. Er verließ 2004 Ion Storm und wurde Creative Director von Midway Games Texas, wo er bis Dezember 2007 am Ego-Shooter Blacksite: Area 51 arbeitete. Smith machte Schlagzeilen, als er nach der Fertigstellung des Spiels die katastrophalen Entwicklungsbedingungen öffentlich kritisierte und anschließend das Unternehmen verließ. 2009 wurde er vom US-amerikanischen Online-Spielemagazin IGN zu den 100 bedeutendsten Spieleentwicklern aller Zeiten gezählt.
Zurzeit ist Smith beim französischen Entwickler Arkane Studios angestellt. Dort war er als Co-Creative Director in die Entwicklung des Actiontitels Dishonored: Die Maske des Zorns eingebunden.

### Karriere als Autor
Im April 2013 veröffentlichte Smith seinen ersten Roman Big Jack Is Dead. Der Roman selbst ist fiktiv, weist aber zahlreiche Motive auf, die in ähnlicher Weise auch in Smiths Leben zu finden sind.
Smith ist mittlerweile geschieden und lebt in Austin, Texas.

## Ludografie
- Dishonored 2 (2016, als Creative Director)
- Dishonored (2012, als Co-Creative Director)
- KarmaStar (2009, als Designer/Producer)
- Blacksite: Area 51 (2007, als Executive Creative Director)
- Thief: Deadly Shadows (2004, als Designer)
- Deus Ex: Invisible War (2003, als Project Director)
- Deus Ex (2000, als Lead Designer)
- FireTeam (1998, als Lead Designer)
- Technosaur (unveröffentlicht, als Project Director)
- CyberMage (1995, als Associate Producer)
- Ultima VIII (1996, Associate Producer der CD-Neuveröffentlichung)
- System Shock (1994, als Lead Tester)
- Super Wing Commander (1994, als Tester)

## Bücher
- Harvey Smith: Big Jack Is Dead. CreateSpace Independent Publishing Platform, 2013, ISBN 1-4825-6365-7 (englisch).